# Мельник Ігор Володимирович

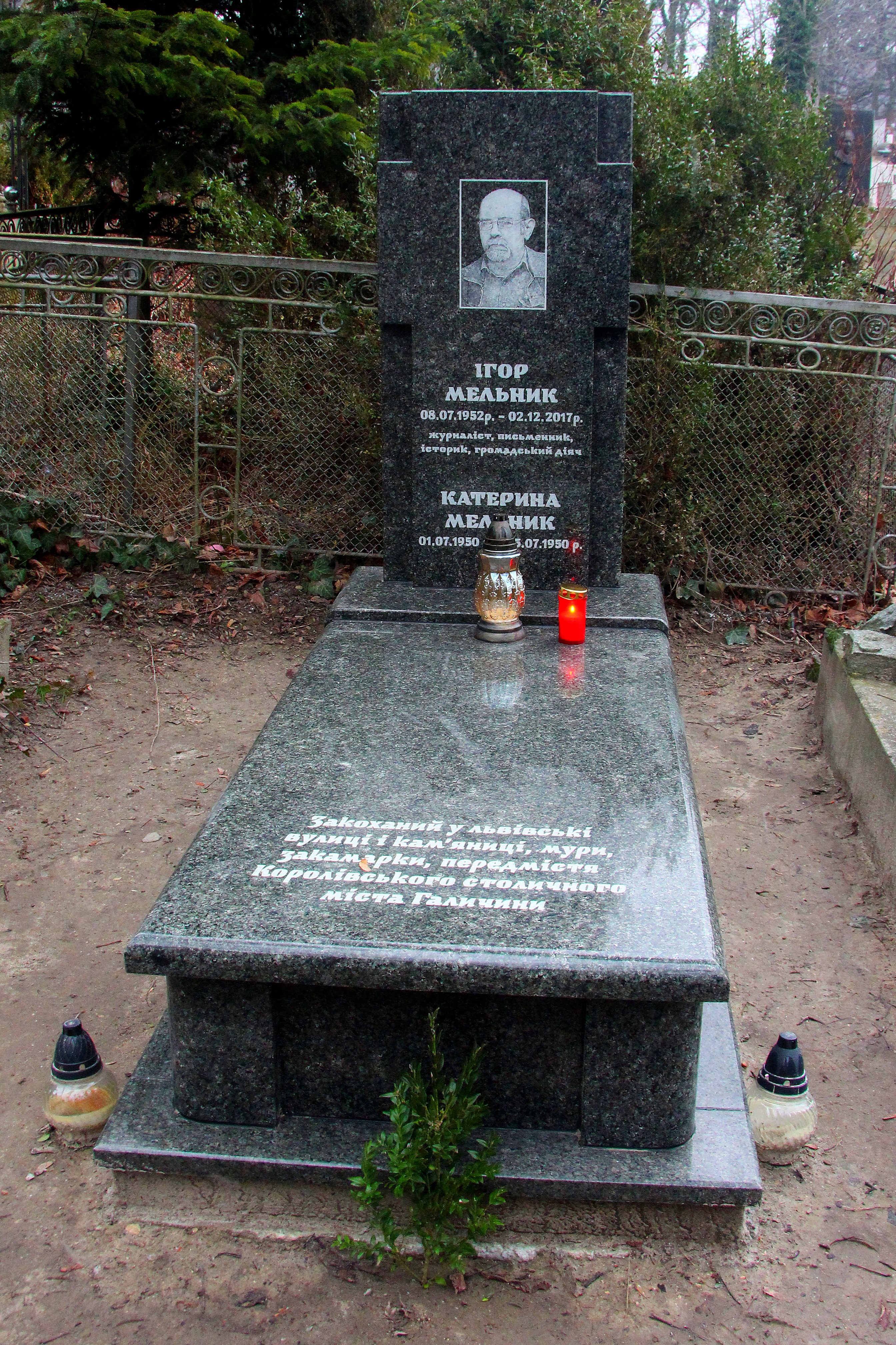
Могила Ігоря Мельника на 33 полі Личаківського цвинтаря у Львові

Ігор Володимирович Мельник (8 липня 1952, Львів — 2 грудня 2017, Львів) — український журналіст, письменник, краєзнавець, громадський і політичний діяч.

## Життєпис
Народився Ігор Мельник 8 липня 1952 року у Львові.
Після закінчення Львівської середньої школи № 28 у 1969 році, навчався у Львівському політехнічному інституті, по закінченню вишу працював інженером-конструктором.
У 1990—1994 роках заступник голови Львівської організації Товариства української мови імені Тараса Шевченка (тепер Всеукраїнське товариство «Просвіта» імені Тараса Шевченка).
З травня 1998 року — у львівській щоденній газеті «Поступ», де працював керівником інформаційного відділу, заступником головного редактора.
У 2006—2011 роках — редактор часопису «Галицька брама». На громадських засадах — заступник головного редактора журналу «Річ».
У 2002—2005 роках був заступником редактора журналу «Місто».
Помер у Львові, похований на Личаківському цвинтарі (поле № 33).

## Громадська діяльність
В 1988 році виступив з ініціативою створення та організував Товариство української мови імені Тараса Шевченка (нині Товариство «Просвіта») у Львові, яке з лютого 1989 року стало всеукраїнським. Багатолітній член центрального правління та Головної ради, член Львівської обласної ради Всеукраїнського товариства «Просвіта» ім. Тараса Шевченка. 13 червня 1988 року був ініціатором та відкрив і вів перший у Львові та й в сучасній Україні масовий політичний мітинг біля пам'ятника Іванові Франку. У 1988—1989 роках брав участь в роботі ініціативних груп з створення Народного фронту та Руху, член першого Львівського проводу Народного Руху України (1989—1991) та делегат Установчого з'їзду Руху у вересні 1989. Надавав допомогу у створенні та в діяльності українських організацій в Росії, Білорусі, Литві, Естонії та інших країнах.
1990—1994 — депутат Львівських обласної та міської рад першого демократичного скликання.
1998—2002 — депутат Львівської міської ради III скликання.
2014—2016 — голова Політичної ради Української Галицької партії.

## Автор книг
- Мельник І. В. Львівські вулиці і кам'яниці, мури, закамарки, передмістя та інші особливості Королівського столичного міста Галичини. — Львів: Центр Європи, 2008. — 384 с.: 330 іл. — ISBN 978-966-7022-79-2.
- Мельник І. В. Львівський Новий Світ та південні околиці Королівського столичного міста Галичини від Святого Юра до Наварії. — Львів: Центр Європи, 2009. — 288 с.: 508 іл. — ISBN 978-966-7022-82-2 (перевидано у 2014 році накладом 1000 примірників з тим же ISBN).
- Мельник І. В. Довкола Високого Замку шляхами і вулицями Жовківського передмістя та північних околиць міста Львова. — Львів: Апріорі, 2010. — 288 с.: 500 іл. — ISBN 978-966-2154-32-0.
- Мельник І. В., Загайська Р. Личаківське передмістя та східні околиці Королівського столичного міста Львова. — Львів: Центр Європи, 2010. — 352 с.: 500 іл. — ISBN 978-966-7022-88-4.
- Мельник І. В. Львівське Середмістя: всі вулиці, площі, храми й кам'яниці. — Львів: Апріорі, 2011. — 320 с.: 400 іл. — ISBN 978-617-629-032-2.
- Мельник І. В. Краківське передмістя та західні околиці Королівського столичного міста Львова. — Львів: Центр Європи, 2011. — 288 с.: 460 іл. — ISBN 978-966-7022-93-8.
- Мельник І. В. Галицьке передмістя та південно-східні околиці Королівського столичного міста Львова. — Львів: Апріорі, 2012. — 352 с.: 555 іл. — ISBN 978-617-629-076-6.
- Мельник І. В., Масик Р. Пам'ятники та меморіальні таблиці міста Львова. — Львів: Апріорі, 2012. — 320 с.: 540 іл. — ISBN 978-617-629-077-3.
- Мельник І. В. Вулиці Львова. — Харків: Фоліо, 2017. — 607 c.: іл. — ISBN 978-966-03-7863-6.

## Співавтор книг
- Іваничук Р., Комаринець Т., Мельник І., Середяк А. Нарис історії «Просвіти» / за ред. І. Мельника. — Львів; Краків; Париж: Просвіта, 1993. — 232 с. — ISBN 5-7707-0643-0.
- «За нас у Львові».
- «Галичина — країна міст».
- «Так було…».
- Магдиш І. П'ять шляхів зі Львова: путівник / І. Мельник, І. Оконченко, О. Оконченко, І. Пустиннікова. — Київ: Грані-Т, 2009. — 144 с. — ISBN 978-966-465-013-4.
- Перша Львівська демократична: діяльність Львівської обласної ради першого демократичного скликання (1990—1994) / Упор. Ігор Мельник. — Львів: Сполом, 2012. — 320 с.: 281 іл. ISBN 978-966-665-765-0.
- Czernowitz: історичні вулиці, будинки та видатні особистості: урбаністичні есеї / І. Мельник, Л. Щербанюк, О. Любківський. — Чернівці: Друк Арт, 2015. — 416 с.: іл. ISBN 978-617-7172-50-4.

Автор сотень статей у пресі та наукових виданнях в Україні (зокрема, у «Довіднику з історії України», «Універсальному словнику-енциклопедії», «Енциклопедії Львова», «Історії Львова» у 3 томах) та за кордоном.

## Про Ігоря Мельника

### Надія Мориквас, кандидат філологічних наук
Серед небайдужих дослідників Львова Ігор Мельник чи не найбільш суб'єктивний. Він не тільки додає якихось 300 років до життя міста, але й пильно вичитує за іменами та постатями іноземних владоможців та їхніх хроністів справжню історію.
Корінний львів'янин (у третій ґенерації), історик за покликанням і журналіст за родом занять, він може послужити живим путівником Львова, бо знає «біографію» чи не кожної його кам'яниці, вулиці і закамарка.
Власна історія Ігоря Мельника може послужити ілюстрацією до новітньої історії краю та країни. Він належить до покоління з «подвійним досвідом» — яке жило в умовах останньої імперії, не сприймаючи її реалій, і зберегло активну позицію нині. За радянських часів працював інженером у конструкторському бюро, був одним із засновників Товариства рідної мови імені Т. Шевченка (написав проєкт Статуту) та Руху, згодом обирався депутатом міської та обласної рад перших демократичних скликань. Багатотисячній аудиторії газети «Поступ» запам'яталися його дещо скептичні журналістські хроніки, які відображали тенденції нашого розвитку. Цю традицію, тільки вже в ширшому, публіцистичному, форматі він нині продовжує на сторінках журналу «Річ». А в часописі «Галицька брама» Ігор втолює свою спрагу дослідника. Читачі знають його і за нарисами про галицькі містечка у спецпроєкті незалежного культурологічного часопису «Ї» під назвою «Галичина — країна міст».

### Роксоляна Загайська
Сухі автобіографічні дані не розкривають багатства і глибини душі цього знавця Королівського столичного міста Львова… Та не просто львовознавця, а утаємниченого у безліч секретів та цікавинок міських закапелків та закамарків. Варто відзначити глибоке, просто таки цілковите, єднання зі своїм містом Львовом-Лемберґом-Леополісом — пошук у ньому нових об'єктів та сюжетів і народження цікавих несподіваних гіпотез, що виникають в результаті досліджень.
Справді величезні енциклопедичні знання і набутий досвід дають змогу Ігорю Мельнику точно визначити час спорудження будівель та творення їх декору, орієнтуватися у плануванні міста в різні епохи, пам'ятати назви вулиць і всі їх перейменування. А ще він знає кожного визначного львів'янина увіковіченого в пам'ятних таблицях чи довідниках. Усе це набуток десятиріч студій над книжками і мапами та результат мандрів вулицями і закамарками рідного міста ще з дитячих років. Відомою є теж активна діяльність Ігоря Мельника у створенні 1988 року Товариства рідної мови імені Тараса Шевченка (тепер «Просвіта») та політичних процесах відродження мови, традицій, державності.
Хоча й любить себе часом називати «львівським батяром», він залишається інтелігентним, дуже ввічливим та врівноваженим…
З досвіду десяти років знайомства та співпраці з ним хочу наголосити на такі особливості його натури — це здатність знайти в інших людей творчий потенціал і готовність підтримати їх у його розкритті. І коли вже Ігор «щось знаходить» — саме такі люди стають його друзями. Повз його увагу не проходить жодна зміна у міському ландшафті. Ось минулого року він встиг сфотографувати сецесійну браму на одній з вулиць, а сьогодні там вже все знесено… Всі свої дослідження і захоплення він передає у своїх книгах, порівнюючи минуле і сьогодення міста.